# コルシカ鉄道

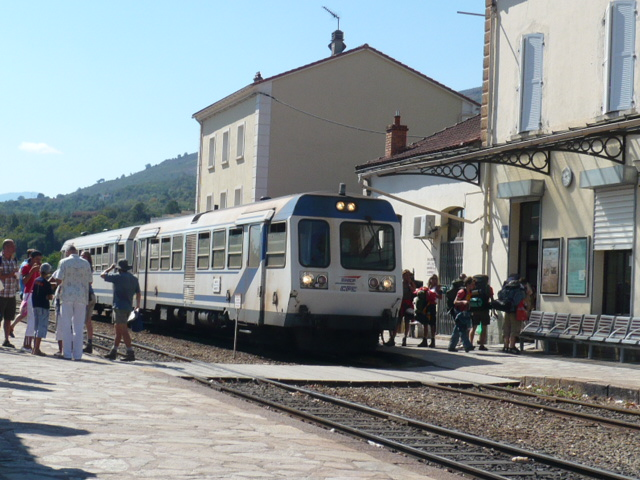
コルテ駅。2007年8月撮影。乗客のほとんどはヨーロッパ大陸からの登山客。

コルシカ鉄道（コルシカてつどう Chemins de fer de la Corse, CFC）は、フランス領で地中海に位置するコルシカ島にて運行されている鉄道である。

## 路線概要

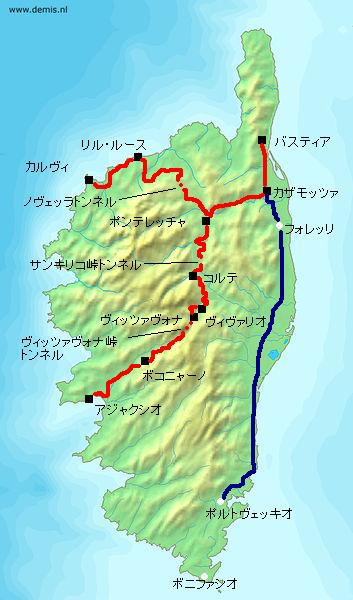
コルシカ鉄道路線図。青色部分は廃線。なおトンネルの表示は地図上の縮尺よりも長くなっている。

コルシカ鉄道は現在、二つの路線がある。一つは島の二大都市であるアジャクシオ(Ajaccio)とバスティア(Bastia)を連絡する路線で、途中でコルシカ島唯一の大学がある小都市コルテを経由する。
もう一つの路線は、アジャクシオ―バスティア線の途中にあるポンテレッチャ(Ponte-Leccia)から島の北西部にある小都市カルヴィまでを連絡する路線である。
かつてはバスティアの南にあるカザモッツァ(Casamozza)から島の南西部にあるポルトヴェッキオ(Porto-Vecchio)に至る東海岸線（Ligne de la Côte Orientale, 130km）が運行されていたが、現在は廃線となっている。（詳細は#沿革を参照のこと。）
路線の延長は232km。アジャクシオ―バスティア間が158km、ポンテレッチャ―カルヴィ間が74km。
軌間は狭軌のメートルゲージが採用されている。フランス全国で狭軌鉄道路線の総延長は400kmといわれており、その半分以上の長さを占めるコルシカ鉄道は、フランスで最も長い狭軌鉄道ということになる。
全線非電化・単線である。

## 愛称
コルシカ鉄道はコルシカ島民からは「ミシュリーヌ」(Micheline)と呼ばれている。地元メディアなど公共機関も「コルシカ鉄道」やCFC以外に「ミシュリーヌ」を使用することが多い。「列車」「トレイン」を意味するtrain（フランス語、英語表記は同一だが、フランス語の発音は「トラン」）はほとんど使われない。
「ミシュリーヌ」とは、フランスのタイヤメーカーミシュランがかつて開発したゴムタイヤ式鉄道車両の名で、かつてはフランス国鉄路線でもローカル線を中心に「ミシュリーヌ」が走行していた。しかし、なぜコルシカ鉄道が「ミシュリーヌ」と呼ばれているのかは不詳である。
「ミシュリーヌ」以外には、リルルース―カルヴィ間を走行する小型車両を主に指す「トリニゲーッル」(Trinichellu)がある。コルシカ語で「小さい列車」「トラムウェイ」「路面電車」という意味である。
また、俗語ではあるが、TGVというのがある。コルシカ鉄道は山岳路線でカーブが多く、車体が古いことから、Train à Grande Vibration（大揺れ列車）という意味を込めているのである（ちなみにフランス国鉄の高速列車TGVはTrain à Grande Vitesse）。

## 営業形態
フランス国鉄(Société Nationale des Chemins de fer Français, SNCF)の提携下にあるが、運営の主体や鉄道資産はコルシカ島全域を管轄する地方行政機関であるコルス地方公共団体(Collectivité Territoriale de Corse,CTC)に属する。
ただし、フランス国鉄の地方路線部門である地域圏急行輸送(TER)のホームページからはコルシカ鉄道の時刻を閲覧することができ、路線改修や新型車両の投入にフランスからの補助金が交付されているので、フランス政府や国鉄とは無関係ではない。

## 運行形態
コルシカ鉄道はほとんど単線で山岳部では駅間距離もあり、また列車がすれ違うための施設もないので、本数は少ない。
アジャクシオ―コルテ―ポンテレッチャ―バスティア間は一日4往復（日曜・祝日は2便）。6時台および8時台にアジャクシオとバスティアを発車する2便と、15時台および16時台にそれぞれの駅が始発となる午後の2便がある。バスティア―アジャクシオ間の所要時間は3時間30分程度。島内の船舶や航空機との接続はない。
これに加え、バスティア―ポンテレッチャ―コルテ間に1往復運行されている。早朝6時台にコルテを発ちバスティアに向かう便と17時台にバスティアを発ちコルテまで行く便である。
バスティアもしくはアジャクシオからカルヴィ方面に行く便はさらに少なく、一日2便である。7時台にカルヴィを発ち、約90分でポンテレッチャに到着する午前便と15時台始発の午後便がある。平日・土曜はこの列車はポンテレッチャまでで、この駅でバスティア、あるいはアジャクシオ方面から出発した列車の接続となる。ポンテレッチャ発カルヴィ方面行きも2便で、折り返し運転となる。第一便が9時台、第二便が17時台に始発。約90分でカルヴィに着く。
日曜日・祝日はカルヴィ発の第一便はバスティアまで運行し、10時にバスティアを発つ列車はコルテ、アジャクシオ方面には行かずカルヴィ方面に行く。バスティア―アジャクシオ間が日曜日・祝日には減便となるのは、このためである。
始発時間は定時だが、接続の関係および車両が老朽化していることから、次第に遅れることが多い。
上記以外の短距離区間としては、小型列車（トリニゲーッル）による、カルヴィ―リルルース間の運行（一日5往復程度：季節・曜日により増減あり）、とカザモッツァ―バスティア間の主に通勤・通学客用の列車運行（一日8往復程度：季節による増減はそれほどないが、日曜・祝日は少なくなる）がある。同区間を並行する国道193号線の渋滞が慢性的なので、地域住民の足として重要な役割を果たしている。
ダイヤは年4回改正される。シーズンになっても長距離路線の増便は行わないので、夏季は登山客などでかなり混雑する。

## 料金
主要区間の料金は次の通り。ただし2007年秋期（10 - 12月）時点のもの（片道大人料金・ユーロ）。
初乗り運賃1.80、バスティア―コルテ9.90、バスティア―カルヴィ16.10、バスティア―アジャクシオ21.10、コルテ―カルヴィ13.40、アジャクシオ―カルヴィ24.60、アジャクシオ―コルテ11.30
なお連続する8日間に全線自由に乗車・下車できるパス、「カルトズーム(Carte Zoom)」は49ユーロ。

## 沿革
コルシカ島に鉄道を敷設する計画は、皇帝ナポレオン3世が鉄道技師に調査を命じた1850年代にさかのぼる。コルシカ島選出代議士エティエンヌ・コンティによりフランス本土と植民地だったアルジェリアを連絡するルートの一つとして、「サルディニア・コルシカ鉄道(Chemins de fer Sardo-Corse)」計画案が出される。これはそれぞれの島を縦断し、ヨーロッパ大陸、アフリカ大陸、そして両島間は航路で結ばれるもので、コルシカ島内はバスティアから島最南端のボニファシオ(Bonifacio)までの東海岸ルートが採用された。しかしこの計画は、サルディニア島が統一イタリア国家となったことや、コルシカ島に当時まだ蒸気船が停泊可能な港湾がなかったこと、マルセイユ―アルジェ間を連絡する蒸気船が高速化したことなどから、実現しなかった。
- 1879年 - フレシネ法によりコルシカ鉄道建設が承認される。
  - この際、敷設目的がフランスと植民地間の連絡からコルシカ島内の開発と島内で産出された鉱物資源等の運搬に変更される。ルートも当初計画の東海岸に、バスティア―アジャクシオ間、ポンテレッチャ―カルヴィ間が加えられる。設立時の建設および運営主体は民間のCFD(Compagnie des Chemins de fer Départementaux)社。
- 1888年 - バスティア―コルテ間、アジャクシオ―ボコニャーノ(Bocognano)間と東海岸線のカザモッツァ―ギゾナッチャ(Ghisonaccia)間開通。
- 1890年 - ポンテレッチャ―カルヴィ間開通。
- 1894年 - コルテ―アジャクシオ間全通。
- 1930年 - ギゾナッチャ―ソレンツァラ(Solenzara)間開通
- 1935年 - ソレンツァラ―ポルトヴェッキオ間開通。
  - 東海岸線の残るポルトヴェッキオ―ボニファシオ間は当初計画に含まれていたが、建設が行われることなく東海岸線の全廃に至る。
- 1943年 - 第二次世界大戦でドイツ軍が東海岸線を破壊。
  - コルシカ島は第二次世界大戦でまずイタリアが占領。その後ドイツがこれに加わるも、イタリアが降伏し、連合軍側についたことから、島内でドイツ軍とこれに対峙するイタリア軍が戦闘を開始する。その後、連合軍が東海岸からの上陸を試みるようになると、ドイツ軍は連合軍の上陸と兵器などの物資輸送を阻止するため、東海岸線のところどころを爆破破壊する。東海岸線は復旧が不可能となり、戦後、カザモッツァ―フォレッリ(Forelli)間のみ運行再開し、フォレッリ―ポルトヴェッキオは廃線となる。
- 1945年 - 経営悪化に伴い、CFD社からフランス国鉄の管理下に置かれる。
- 1953年 - 東海岸線全廃。

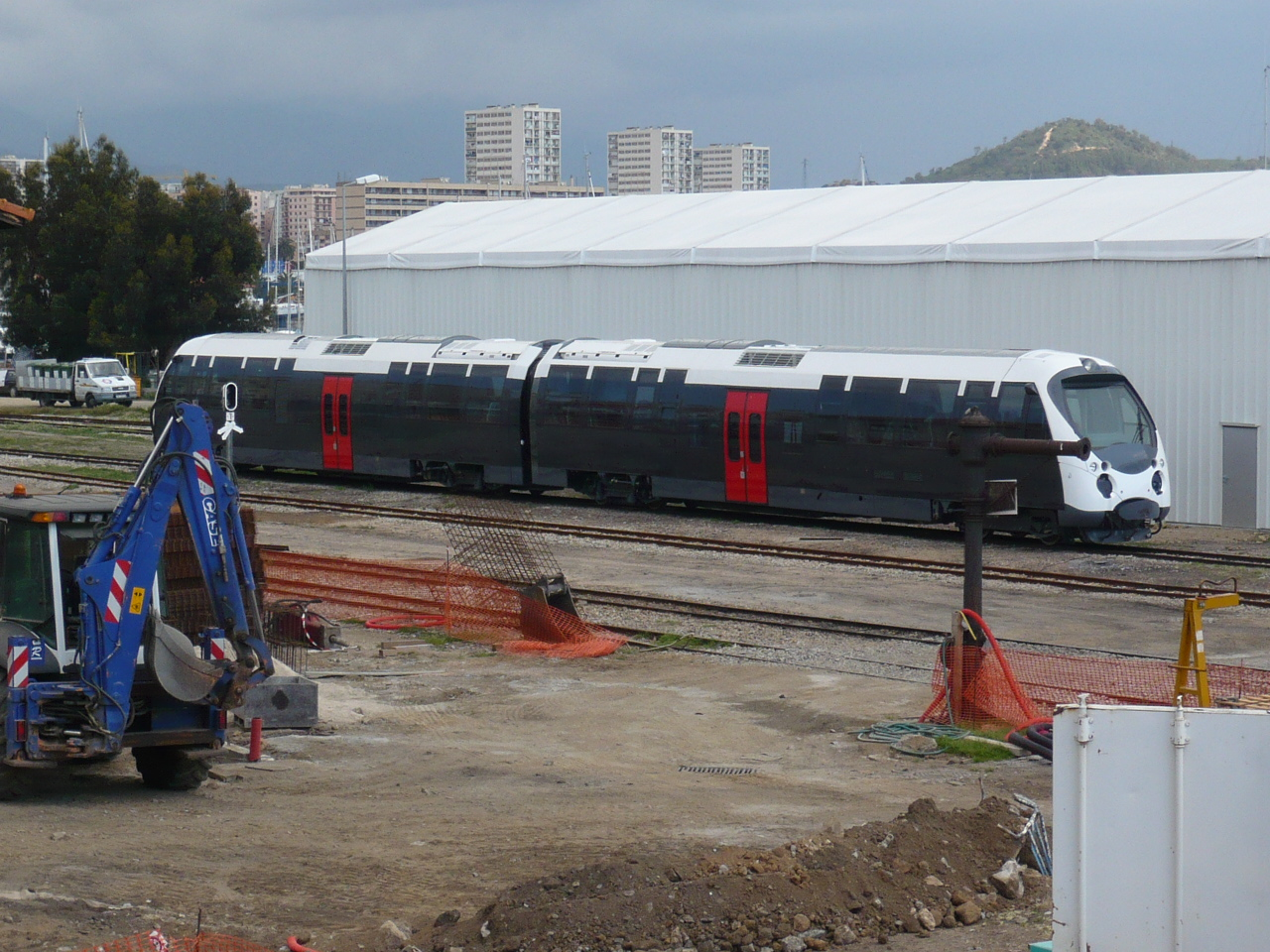
新型車両AMG800型（試運転）。アジャクシオ駅。2008年3月撮影。

- 1950年代、フランス政府はたびたびコルシカ鉄道そのものの廃止案を掲げるも、島民の激しい反発で白紙撤回される。
- 1965年 - 運営主体がフランス国鉄からSAFCS(Société Auxiliaire pour les Chemins de Fer Secondaires)社に移譲
- 1972年 - SAFCS社倒産に伴い、経営権がCFTA(Société Générale de Chemins de Fer et Transports Automobiles)社に移る。
- 1983年 - フランス国鉄、コルス地域圏（1991年からはCTC）、フランス政府による三者協議による運営となり、1991年からはフランスの地方分権改革により段階的に鉄道資産がCTC側に移譲される。
- 2007年 - バルケッタ(Barchetta)からカザモッツァ間で列車同士の衝突事故（11月）。23名負傷。
- 2009年 - 新型車両AMG800型運行開始（当初予定よりも1年遅れる）。